# Eliot Feld
Pour les articles homonymes, voir Feld.
Eliot Feld, né le 5 juillet 1942 à Brooklyn à New York, est un danseur et chorégraphe américain de danse moderne.

## Biographie
Eliot Feld fait ses études à la High School of Performing Arts de New York avant d'intégrer la School of American Ballet puis le New Dance Group. À douze ans il participe à la version originale du Casse-noisette chorégraphiée par George Balanchine, puis adolescent il danse dans West Side Story à Broadway et dans la version cinématographique de la comédie musicale, dans le rôle de Baby John. Il participe également à I Can Get It for You Wholesale et au Fiddler on the Roof.
En tant que danseur confirmé, il se produit avec les plus grandes compagnies nord-américaines comme l'American Ballet Company, l'American Ballet Theatre, le Joffrey Ballet, le Ballet national du Canada, le San Francisco Ballet, ou le New York City Ballet ainsi qu'avec sa propre compagnie Feld Ballets New York qu'il fonde en 1967 et renomme Ballet Tech Company. À ce jour il a écrit plus de 140 pièces. Il est également l'un des fondateurs du Joyce Theater, une des plus importantes salles new-yorkaise pour la danse contemporaine.